# Шафоростов Денис Олександрович
Денис Олександрович Шафоростов (нар.4 травня 1992) — український музикант, колишній вокаліст британського рок-гурту Asking Alexandria. Колишній вокаліст та гітарист Make Me Famous та Down & Dirty. В даний момент грає в колективі Drag Me Out.

## Біографія
Денис Шафоростов народився 4 травня 1992-го року, в Харцизьку, в сім'ї Олександра та Наталії Шафоростових.
В 7 років батьки віддали його в музичну школу на курс фортепіано. Але відучившись 9 місяців, він зрозумів, що це не його. В 10 років Денис почав
брати уроки гітари. До 15 років в нього сильно проявився інтерес до музики. Він зацікавився Slipknot, Marilyn Manson, AFI. Трохи пізніше він перейшов на більш важку музику — металкор, почав слухати Parkway Drive, As I Lay Dying та інші гурти цього жанру. В 16 років він почав грати в своїй першій групі — Dance Red Drops.
В 17 років він дізнався, що в російську групу Орігамі потрібен гітарист. Він відіслав їм свої відео, і через тиждень вони запросили його грати в гурт. Але вже через два місяці він покинув гурт. Вже тоді у Дениса з'явились думки переїхати в США. Денис почав писати свою музику, та вчився зведенню пісень. Окрім цього у Дениса був свій канал на Youtube, на якому він робив вокальні та гітарні кавери на свої улюблені групи.

## 2010—2012: Make Me Famous
Перший великий проект Дениса був металкор гурт Make Me Famous, який він заснував в 2009 році разом з Сержем Кравченко на вокалі, Сергієм Хохловим на басі, Дасті Боулсом на барабанах та Ігорем Ястребовим на гітарі. Значний успіх вони здобули завдяки Youtube, де Денис раніше викладав свої кавери.
В 2011 році група випустила свій дебютний міні-альбом — Keep This in Your Music Player в записі якого взяли участь Джонні Франк (Attack Attack!) та Тайлер Картер (Woe, Is Me). Тоді ж вони випустили свій перший кліп на пісню Make It Precious, який за перший місяць набрав 1.5 млн переглядів.
В 2012 під лейблом Sumerian Records група випустила свій дебютний повноформатний альбом — It's Now or Never який в чарті US top 200 піднявся на 151 місце.
В кінці 2012 року Денис оголосив про вихід з групи, яка невдовзі розпалася після їхнього фінального туру на початку 2013 року.
Решта четверо екс-учасників створили свій окремий проект під назвою Oceans Red вже без Дениса.

## 2012—2015: Down & Dirty
Після розпаду Make Me Famous Денис повернувся до України, де створив новий проект — Down & Dirty. За стилем та звучанням група нагадувала Make Me Famous.
В грудні 2013 випустили свій перший сингл та кліп під назвою «Move It». Невдовзі група підписала контракт з Sumerian Records.
Група також випустила другий сингл і музичне відео в грудні 2014 під назвою «I Will Never Lose My Way»
Денис ще до оголошення став учасником Asking Alexandria

## 2015—2016: Asking Alexandria
22 січня 2015 тодішній вокаліст Денні Ворсноп оголосив про свій вихід з Asking Alexandria, вирішивши зосередитись на своїй новій групі We Are Harlot, заявивши що заміна вже знайдена.
26 травня 2015, Денис був офіційно оголошений новим вокалістом, коли вони випустили свій перший сингл під назвою «I Won't Give In» 27 травня.
У жовтні 2016 Денні Ворсноп повернувся в гурт, а Денис його покинув.
Але пізніше 17 жовтня Деніс вийшов на зустріч зі своїми прихильниками у форматі онлайн трансляції в інстаграмі, подякував всім за підтримку та оголосив про нові проекти, які він готує на 2018 рік. Ця трансляція була викладена у YouTube https://www.youtube.com/watch?v=UBm3Qntlf2k

## 2019: Drag Me Out
Приблизно у вересні 2018 року в мережі з'явилися кілька його нових треків для нового проекту Heartsigh, а саме: Mirror, Kill Your Idols, Doors, Empty Room. Сумнівів у тому, що це саме його матеріал немає, так як він сам оголосив про свою нову пісню вийшовши знову в онлайн трансляцію в Інстаграмі, після котрої, один з прихильників завантажив її на YouTube, так само, як це було й з попередньою трансляцією https://youtu.be/RSbmck9NzW8 Окрім того, голос звучав один в один. До речі, Денис блокує людей, які поширюють матеріал і завдяки одному з таких розповсюджувачів, стало відомо, що «новий» лейбл Шафоростова — Sumerian Records. 15 січня на ютуб-каналі лейбла Sumerian Records вийшов перший кліп групи Drag Me Out — I'm Sorry [Архівовано 2 лютого 2019 у Wayback Machine.].

## Дискографія
Make Me Famous
- It's Now or Never (2012)

Down & Dirty
- Move It (Сингл) (2014)
- I Will Never Lose My Way (Сингл) (2015)

Asking Alexandria
- I Won't Give In (Сингл) (2015)
- «The Black» (2016)